# لوجي (باد كاليه)
لوجي، باد كاليه (بالفرنسية: Lugy)‏ هي بلدية تقع في إقليم باد كاليه من منطقة نور با دو كاليه في شمال فرنسا. تبلغ مساحة هذه المدينة 2.83 (كم²)، وترتفع عن سطح البحر 90 م، يبلغ عدد سكانها 139 نسمة حسب إحصاء المعهد الوطني للإحصاء والدراسات الاقتصادية سنة 2009 م. وترأس Philippe Dubreucq البلدية خلال فترة (2008-2014).